# Vipa Bernhardt
Vipa Bernhardt (* 20. September 1982 in Riad) ist eine deutsche Schwimmsportlerin.
Vipa Bernhardt startet für die SG Frankfurt und gehört dem B-Kader des DSV an. Die Brust-Spezialistin wird in Deutschland von Jörg Bügner, zuvor von Stefan Döbler, und in den USA von Gregg Troy trainiert. Ihr internationales Debüt gab Bernhardt bei den Kurzbahneuropameisterschaften 2000, wo sie Siebte über 100 und 200 m Brust wurde. Bei den Weltmeisterschaften 2003 erreichte sie das B-Finale, das sie gewann und damit am Ende Neunte über 100 m Brust wurde. 2004 qualifizierte sie sich für die Olympischen Sommerspiele von Athen und wurde dort 13. über 100 m Brust. Ihr bislang letztes Großereignis wurde für Bernhardt die Universiade 2005. Dort wurde die Schwimmerin Fünfte über 100 m Brust, Siebte über 200 m Lagen und Achte über 50 m Brust. Auf nationaler Ebene gewann Bernhardt bei den Deutschen Kurzbahnmeisterschaften 2000 die Titel über 100 und 200 m Brust. Über 200 m Brust wiederholte sie den Titelgewinn im folgenden Jahr. Bei den Deutschen Schwimmmeisterschaften 2005 gewann sie den Titel über 100 m Brust, ein Jahr später über 200 m Brust.
Einer breiteren Öffentlichkeit wurde Vipa Bernhardt im Vorfeld der Olympischen Sommerspiele 2008 in Peking bekannt, als sie sich ihren Startplatz vor Gericht erstreiten wollte. Bernhardt wurde nur Dritte der deutschen Meisterschaften über 200 m Brust. Vor ihr auf dem zum Start berechtigenden zweiten Rang landete Anne Poleska, der Bernhardt später vorwarf, entgegen den Regeln des DSV an Rennen des Coral Springs Swim Club, ihrer Universitätsmannschaft in den USA, teilgenommen zu haben. Daraufhin ordnete das Landgericht Kassel im Eilverfahren per Einstweiliger Verfügung an, Bernhardt für die Spiele zu nominieren. Nachdem Poleska jedoch an Eides statt erklärte, nie entgegen den Regeln des DSV angetreten zu sein, zog Bernhardt ihren Einspruch zurück.
Bernhardt studiert Neurobiologie und Musik.